# Xabier Zandio
Xabier Zandio Echaide (født 17. marts 1977) er en spansk tidligere professionel landevejsrytter, som fra 2011 kørte for det britiske ProTour-hold Ineos Grenadiers. Før dette havde han kørt ti år for spanske iBanesto.com, senest Movistar Team.